# Miliusa tenuistipitata
Miliusa tenuistipitata W.T. Wang – gatunek rośliny z rodziny flaszowcowatych (Annonaceae Juss.). Występuje naturalnie w południowych Chinach – w południowej części prowincji Junnan. 

## Morfologia
PokrójZimozielone drzewo dorastające do 6 m wysokości. Młode pędy są owłosione.
LiścieMają kształt od eliptycznie odwrotnie jajowatego do podłużnie odwrotnie jajowatego. Mierzą 7,5–14,5 cm długości oraz 3–4,5 cm szerokości. Są owłosione od spodu. Nasada liścia jest od klinowej do zaokrąglonej. Blaszka liściowa jest o spiczastym wierzchołku. Ogonek liściowy jest owłosiony i dorasta do 1–2 mm długości.
KwiatySą pojedyncze, rozwijają się na pniach i gałęziach (kaulifloria). Mierzą 10 mm średnicy. Działki kielicha mają podłużnie owalny kształt, są owłosione i dorastają do 4 mm długości. Płatki zewnętrzne osiągają 2,5 mm długości i są owłosione, natomiast wewnętrzne są dłuższe (mierzą 9 mm długości) mają owalny kształt i również są owłosione. Kwiaty mają 4–8 owłosionych owocolistków o podłużnym kształcie.
OwoceZebrane w owoc zbiorowy o kulistym lub elipsoidalnym kształcie. Są omszone, osadzone na szypułkach. Osiągają 3–8 mm długości i 3–8 mm szerokości.

## Biologia i ekologia
Rośnie w lasach mieszanych. Występuje na wysokości od 700 do 1500 m n.p.m. Kwitnie w maju, natomiast owoce dojrzewają w czerwcu.